# Alba Bou
Alba Bou Jordà (El Prat de Llobregat, 15 de octubre de 1984) es una política española, alcaldesa de El Prat de Llobregat desde 2025 que fue precedida por Lluís Mijoler.

## Biografía
Nacida en 1984, es licenciada en Publicidad y Relaciones Públicas por la Escuela Superior de Relaciones Públicas de la Universitat de Barcelona. Ha desarrollado su carrera profesional en el ámbito de la comunicación y el marketing, además de ser aficionada al baloncesto. En el ámbito político, Bou Jordà ha estado vinculada a El Prat en Comú y a sus formaciones políticas anteriores, donde desempeñó el cargo de segunda teniente de alcalde del Área de Urbanismo y Vivienda en el Ayuntamiento de El Prat de Llobregat.
En octubre de 2022, fue imputada por presuntos delitos de prevaricación y tráfico de influencias relacionados con la construcción de un edificio en la calle Enric Morera. Sin embargo, en mayo de 2023, el caso fue archivado al no encontrarse pruebas suficientes para proceder con las acusaciones.
En diciembre de 2024, se anunció que Alba Bou Jordà sucedería a Lluís Mijoler como alcaldesa de El Prat de Llobregat.En enero de 2025, se celebró el pleno municipal extraordinario de renuncia de Lluís Mijoler y se proclamó a Alba Bou como alcaldesa con los votos mayoritarios del consistorio.